# 校則
校則（こうそく）とは、学校の教育目的実現の過程において、児童生徒が遵守すべき学習上・生活上の規律として定められたルール。

## 概要
校則について定める法令の規定は特にないが、判例によって、学校が教育目的を達成するために必要かつ合理的範囲内に制定ができ、児童生徒の行動などへ一定の制限を課す校則制定権限は、学校運営の責任者である校長にあると判断された。更に判例によると、社会通念上合理的な範囲であれば校長が包括的な権能を持ち、校則内容に幅広い裁量が認められる。
一方で、生徒側にも校則を守るべき法的根拠は無く、校則を違反する裁量が認められている。なお、学校が生徒に校則を守るよう強要する行為、校則を守らない生徒に対して不利益を与える行為については、違法となる場合がある。

## 日本における校則

### 歴史
（校則問題#歴史も参照のこと）
文部省と都道府県教委は、1960年代末～1970年の学園紛争を契機として「教育の正常化」を旗印に大学・高校を管理主義的に再編成することに傾注した。とくに新設の高校において厳しい管理体制をしいた。
1970年代には、命令一下による集団行動の徹底に重きを置く「管理教育」が中学にまで波及し、ツッパリブームが起きた。
1970年代後半には、頭髪や服装に関して細かな校則が設けられ、全国的に校内暴力が問題化するようになった。
1980年代には、生徒指導を拡充する目的で、在学生の日常生活、本来なら家庭のしつけの範囲に関する内容も校則に追記され、ヤンキーブームが起き、中学校で校内暴力が多発した。
1988年3月、清水市立第二中学校（現・静岡市立清水第二中学校）は、校則に合わない髪型をした男女4名の生徒の写真を卒業アルバムから外し、花壇の花の写真に差し替えた。「卒業アルバム事件」は新聞各紙で報じられ、同年3月31日には参議院法務委員会で質疑が行われるに至った。
1990年には、遅刻しないように飛び込んできた被害者に気付かずに、そのまま門扉を押して閉めたことで神戸市の女子高生が頭を挟まれ死亡した。教師は事態に気付かず、女子生徒の後から駆け込もうとしていた男子生徒一名が挟まれた女子生徒のために門扉前方を押し開いた行為を校内に入ろうとしていると勘違いしていた。（神戸高塚高校校門圧死事件）。この一件で文部科学省は遅刻に対して、校則の規定にはない、校庭2周走など罰を課していたことを問題視した。文部科学省は学校に対し、社会の実態に合わせた校則の見直しを行うよう指示した。このことを受け、各地で校則見直し・違反時の罰の緩和が行われた。
1992年度には、高校を退学となった生徒が全国で12万3,500人余にのぼり、統計を取り始めて以来最多を記録した。平均すると1つの高校で1年間に22人が退学処分を受けていることになる。理由は「勉強についていけない」が11%であり、多くの生徒が勉強以外の理由で退学処分を受けていることになる。
このように、容姿に関する校則や管理教育による弊害が認められたことから、文部省は方針を180度転換。文部省初等中等教育局長は都道府県教育委員会中等教育担当課長会議において、校則の見直しを教育委員会に対し指示した。校則を最小限のルールにとどめること、児童生徒の自主性尊重などが促された。
その後、高校退学者数は減少に転じ、2016年度は年間4万7,600人余りとなっている。
2018年3月29日には参議院文教科学委員会で、林芳正文部科学大臣が厳しい校則について、「児童生徒の特性や発達の段階を十分に考慮することなく厳しい指導を行うということは児童生徒の自尊感情の低下等を招いて、児童生徒を精神的に追い詰めるということになる」と答弁した。
大阪府による大阪府立学校の校則改訂実施率は2018年4月16日時点で改定を行なったが33.0%、改定を行わなかったが51.3%であった。
2022年5~6月時点での北海道の道立高校での校則改訂実施率は見直しを行なったが78%、点検を行なったが見直しを行わなかったが22%であった。
2022年には、全国の校則をインターネットで公開する取り組みが始まっている。この取り組みは全国の中学・高校生らで作られたグループが、情報公開請求で集めた都道府県立高校の校則を掲載している。掲載されている学校数は、東日本を中心に1302校、全国の公立校の３分の2にのぼる。また、校則を生徒自身が妥当であるかを考えるイベントなど開かれている。

### 判例・法的根拠
判例としては校則について定めた法令は無いが、「学校が教育目的を達成するために必要かつ合理的範囲内において」定めることが出来るとの判断が下された。したがって、教育目的を達成する上で必要のない校則や合理的範囲を外れた校則を定めることは出来ず、校則を守らない生徒に対して不利益を与える行為は法令違反にもなり得る。

### 校則の内容・例外
廊下走る行為等の危険行為について（小学校などに多い）
廊下を走るのは危険な行為であり、出会い頭に衝突して負傷するリスクもある。
携帯電話（PHS、スマートフォンを含む）の扱い。（中学校・高等学校に多い）
携帯電話の扱いは、学校によって多種多様である。
過去に、未成年者をターゲットとした犯罪対策を理由に、長距離通学を強いられる国立・私立校において、小中学校でも安全確保のため携帯電話の持込みを解禁した例があった。
しかし、私立校を中心にスマートフォンの持込みを禁止する学校は依然として多く残っており、日本のITビジネスが遅れをとっている要因の一つとなっている。

### 裏校則・先輩ルール
学校が定める校則にならい、先輩－後輩の関係など学生間においても慣習的規則による「裏校則」と呼ばれるものが発生することがある。いわゆる「アンリトゥン・ルール」。具体的には、シャープペンシルの禁止、上履きのかかと踏み禁止、カーディガンの腰巻き禁止など。学校の定める校則と同様に、慣習を破った生徒へのいじめ等に発展するケースがある。

### ブラック校則
ブラック校則とは、子どもの権利を著しく侵害する理不尽な校則や、教育目標を達成する上で必要とされる科学的根拠の乏しい不合理な校則を指す。主に、児童生徒の容姿（服装、頭髪、装飾品）に関する校則が該当し、子どもの心身の成長や人格の形成に重大な影響を与えている。
児童生徒の家族に規定内容と異なる容姿の者がいた場合、学校では家族の容姿が正しくないと教わることになる。これは家族の解体を意味することであり、家族の解体が最終目標であって、家族から解放されなければ教育目標を達成できないという左翼的かつ共産主義的な考え方に基づいている。
容姿に関する校則に起因する傷害事件も発生していることから、進学校を中心に撤廃の動きが進んでいる。（管理教育#管理教育的とされることのあるものも参照）。
頭髪検査
校内秩序を維持する名目で、規定の頭髪・服装及び化粧の有無を調べる検査。検査により校則に反する場合は変更を求めるもの。地毛証明書や紙染めの強要やパーマ禁止などの他にも真っ直ぐに伸ばせば眉にかかることや肩に髪がかかったら結ぶ等の細かな毛髪指導も存在する。
このような頭髪指導は、後述のとおりいじめや体罰に発展するケースがある。
2019年3月、千葉県の県立高校で生徒指導の教諭らが生徒にごみ袋をかぶせて黒染めスプレーを吹きかけていた行為について、千葉県弁護士会は体罰に準ずる行為にあたるとして千葉県教育委員会や学校に警告書を出している。
服装規定
登校時は制服のみと校則で規定されていたケースがある。このケースでは猛暑を受けて「学校指定の運動着の半袖半ズボンで登校可」と変更された。文京区立中学校では全10校中6校で制服が指定され、制服の下に着用する下着の色を白色またはペールオレンジに規定している。
私服を購入できない生徒の便宜を図るために標準服を定めることはあっても、下着や靴下、防寒着の形状や色まで指定する服装規定は、頭髪指導と同様にいじめや体罰に発展するケースがある。

## 海外における校則

### ドイツ連邦共和国（旧西ドイツ）における校則
西ドイツの校則については、『Die Bildung in der Bundesrepublik Deutschland ドイツの教育』（天野正治・結城忠・別府昭郎編著、東信堂、1998年7月初版発行）の「第Ⅱ部　学校教育の組織・内容・方法」の「第6章　初等教育と子どもの学校生活」の「3 子どもの学校生活」（結城忠執筆）では、ヘッセン州の総合制学校(Gesamtschule)にスポットを充てて次のように紹介している。

### ニュージーランドにおける校則
ニュージーランドでは、カトリック系中高一貫校セントジョンズ・カレッジが校則で髪の長さは「後ろは襟につかない、前は目に掛からない」としており、一人の在学生が散髪を拒んだため停学処分を受けたことから訴訟となり、2014年6月27日に裁判所は重い懲戒処分は真に重大な問題に対して適用されるべきであるとして少年が長髪にしておくことを認める判断を下した。